# Philothermus glabriculus
Philothermus glabriculus là một loài bọ cánh cứng trong họ Cerylonidae. Loài này được Leconte miêu tả khoa học năm 1863.